# 훙화강구

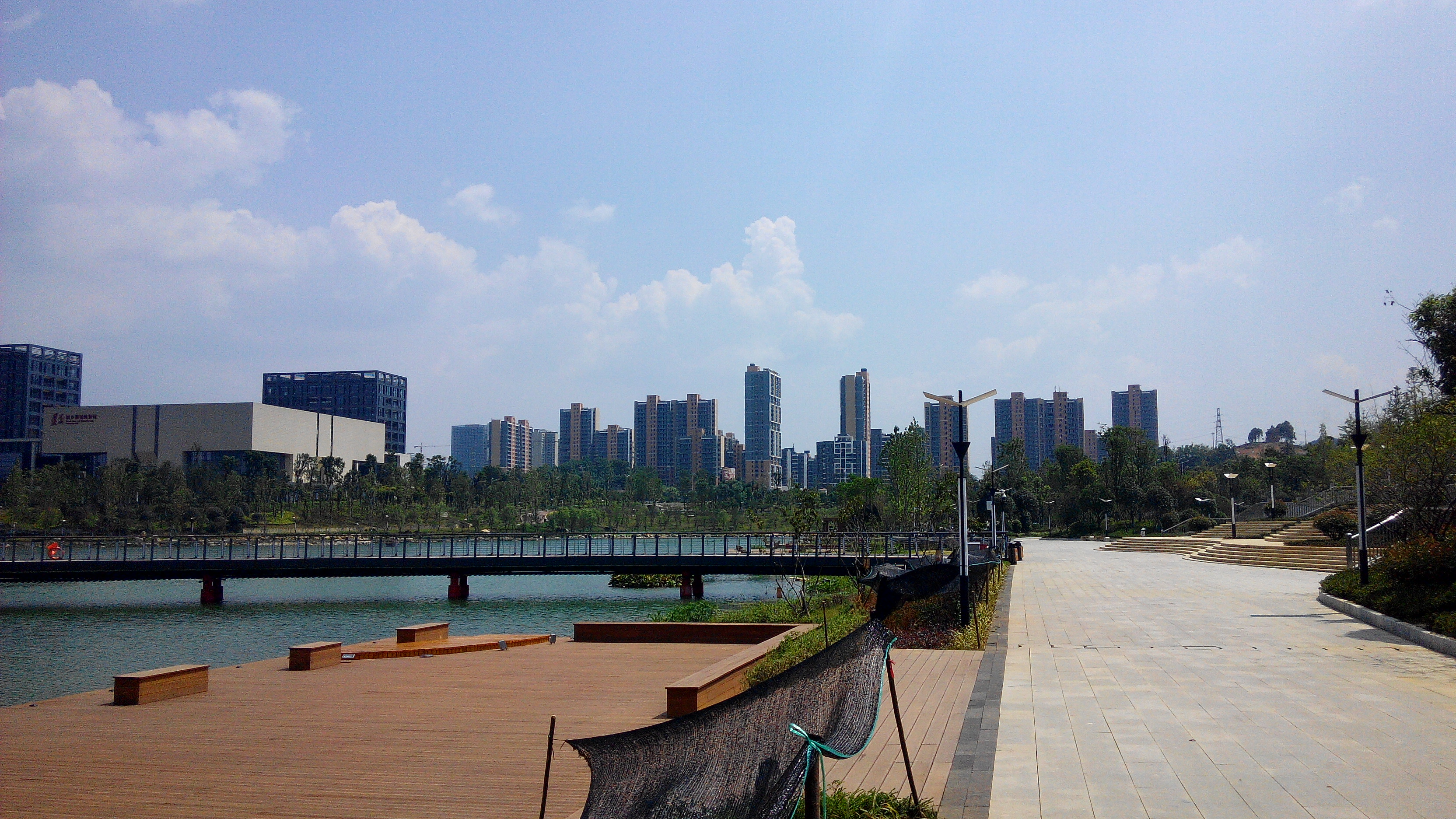

훙화강구(한국어: 홍화강구, 중국어: 红花岗区, 병음: Hónghuāgǎng Qū)는 중화인민공화국 구이저우성 쭌이 시의 현급 행정구역이다. 넓이는 595km2이고, 인구는 2007년 기준으로 500,000명이다.

## 행정 구역
8개 가도, 8개 진을 관할한다.
- 가도: 老城街道, 万里路街道, 中华路街道, 南门关街道, 延安路街道, 舟水桥街道, 中山路街道, 北京路街道.
- 진: 长征镇, 巷口镇, 南关镇, 忠庄镇, 海龙镇, 深溪镇, 金鼎山镇, 新蒲镇.